# Raggasaal
Raggasaal ist eine Ortschaft in der Gemeinde St. Veit an der Glan im Bezirk Sankt Veit an der Glan in Kärnten, in Österreich. Die Ortschaft hat 6 Einwohner (Stand 1. Jänner 2024). Die Ortschaft liegt zur Gänze auf dem Gebiet der Katastralgemeinde Tanzenberg.
Der Ort wurde ursprünglich Racozoloch genannt; im 19. Jahrhundert auch Raggafall und Raggersaal; slowenisch Reka. Der Ortsname enthält ebenso wie der des nahen Maria Saal einen Hinweis auf sala, die romanische Bezeichnung der Glan.

## Lage
Die Ortschaft mit nur wenigen bewohnten Häusern, einigen Nebengebäuden und einer Kapelle liegt im äußersten Süden des Bezirks Sankt Veit an der Glan, am nordwestlichen Rand des Zollfelds am Fuß des Tanzenbergs.

## Geschichte
In der Steuergemeinde Tanzenberg liegend, gehörte der Ort in der ersten Hälfte des 19. Jahrhunderts zum Steuerbezirk Tanzenberg. Bei Bildung der Ortsgemeinden im Zuge der Reformen nach der Revolution 1848/49 kam Raggasaal an die Gemeinde Hörzendorf (die zunächst unter dem Namen Gemeinde Karlsberg geführt wurde), 1972 an die Gemeinde Sankt Veit an der Glan.

## Bevölkerungsentwicklung
Für die Ortschaft ermittelte man folgende Einwohnerzahlen:
- 1869: 4 Häuser, 16 Einwohner[5]
- 1880: 4 Häuser, 16 Einwohner[6]
- 1890: 3 Häuser, 18 Einwohner[7]
- 1900: 2 Häuser, 21 Einwohner[8]
- 1910: 2 Häuser, 25 Einwohner[9]
- 1923: 2 Häuser, 33 Einwohner[10]
- 1934: 21 Einwohner[11]
- 1961: 2 Häuser, 14 Einwohner[12]
- 2001: 3 Gebäude (davon 3 mit Hauptwohnsitz) mit 4 Wohnungen; 8 Einwohner und 1 Nebenwohnsitzfall; 4 Haushalte; 0 Arbeitsstätten, 3 land- und forstwirtschaftliche Betriebe[13]
- 2011: 3 Gebäude, 9 Einwohner, 4 Haushalte, 0 Arbeitsstätten[14]
- 2021: 3 Gebäude, 7 Einwohner, 3 Haushalte, 2 Arbeitsstätten[15]